# Омладина Југословенске радикалне заједнице
Омладина Југословенске радикалне заједнице (Омладина ЈРЗ, ОЈРЗ) је била омладинско крило Југословенске радикалне заједнице, политичке странке у Краљевини Југославији на челу са др Миланом Стојадиновићем.
Оснивачки конгрес Омладине Југословенске радикалне заједнице је одржан 24. октобра 1937. године у Београду. За председника Главног одбора је изабран др Бојан Пирц, љубљански лекар и службеник Министарства народног здравља.
Омладина ЈРЗ је окупљала чланове странке старости до 25 година. Било је предвиђено да се омладински конгреси одржавају сваке друге године.
Припадници Омладине ЈРЗ су на страначким манифестацијама носили зелене униформе, због чега су били познати као зеленокошуљаши.